# Сантерия
Сантери́я (исп. santería), также Ла-Ре́гла-де-О́ча-Ифа́ (исп. La Regla de Ocha-Ifá), также Лукуми́ (исп. Lucumí) — синкретическая религия, распространённая на Кубе, а также в среде афрокубинских эмигрантов в США и других странах. Представляет собой верования народа йоруба, смешанные с элементами католицизма, имеет множество сходных элементов с вуду и другими африканскими синкретическими религиями. Численность последователей сантерии с трудом поддаётся оценке, так как большинство их либо посещает католические храмы и регистрируется как католики, либо скрывает свою принадлежность к этой религии.
Название «сантерия», образованное от слова santo (святой), было дано испанцами; оно служило для презрительного обозначения распространённого среди африканцев истового почитания святых. Сами последователи сантерии считают это название унизительным и именуют свою традицию лукуми́; также есть много различных локальных наименований, в зависимости от варианта традиции, особо почитаемого ориша и др.

## История
Генезис сантерии связан с массовым вывозом рабов из Западной Африки для работы на кубинских сахарных и табачных плантациях в XVI—XIX веках. Африканцы, обращаемые на Кубе в католицизм, продолжали тайно культивировать свои религиозные традиции, маскируя их под христианские обряды. Они могли посещать мессы и в тот же день проводить африканские ритуалы с использованием католической атрибутики, а ориша (духи из пантеона йоруба) отождествлялись с христианскими святыми.
Ввиду этнического однообразия завозимых рабов, среди которых преобладал народ йоруба (в 1850—1870 годах 35 % ввезённых рабов принадлежало народности йоруба), сложилась стройная система верований, основанная на африканских культах народа йоруба.
На Кубе сложились две ветви сантерии:
- Regla de Ocha (от Regla de Oricha), основанная на традиционной религии народа йоруба;
- Regla Conga, в основу которой легла религия народа конго.

В смысле сантерии (лукуми) обычно понимается Regla de Ocha.
Regla Conga также известно в русском переводе как «Новое правило Конго» и рассматривается как самостоятельное синкретическое течение.
Постепенно развиваясь и видоизменяясь, основные черты сантерии сложились к XIX веку. Основополагающие труды по афрокубинской мифологии (публикации, исследования, переложения) принадлежат выдающемуся этнографу Лидии Кабрера.
Будучи в 1986 году в Гаване, Жоржи Амаду встречался с Фиделем Кастро. Согласно мемуарам Амаду под названием «Каботажное плавание», в беседе обсуждалось то, что объединяет Бразилию и Кубу. Амаду обратил внимание на общие африканские корни кубинцев и бразильцев, на родственность их культурного синкретизма, на две ветви афробразильского культа йорубского происхождения, которое в Баии именуется кандомбле, а на Кубе — сантерия.

## Особенности
В экстремальных условиях рабства и насильственного крещения на Кубе из традиционной религии народа йоруба выделились три главных направления: непосредственное почитание ориши, оракул ифа и культ предков (йоруба egungun), которые легли в основу сантерии.
Некоторые исследователи (Joseph M. Murphy) ставят под вопрос существование культа предков в кубинской сантерии в том же виде, в каком он представлен в Африке. На Кубе почитание предков приняло форму семейного и закрытого культа, что объясняется внешними условиями проживания рабов в католической среде. Немалую роль в изменении культа предков сыграло физическое отдаление от могил и святилищ, оставшихся в Африке, что тем самым поставило вывезенных рабов вне линии продолжения рода. Таким образом в кубинской сантерии физические предки были заменены ритуальными, роль которых взяли на себя Padrino или Madrina, духовные лидеры общины.
На развитие сантерии также повлиял спиритизм, популярный среди белого населения Нового света и в Европе, в частности спиритуализм Аллана Кардека.
Важнейшими элементами сантерии являются:
- Прорицания (Оби и Ифа оракулы)
- Обряды инициации
- Медиумизм (например, во время вселения ориши)
- Жертвоприношения

## Обряды

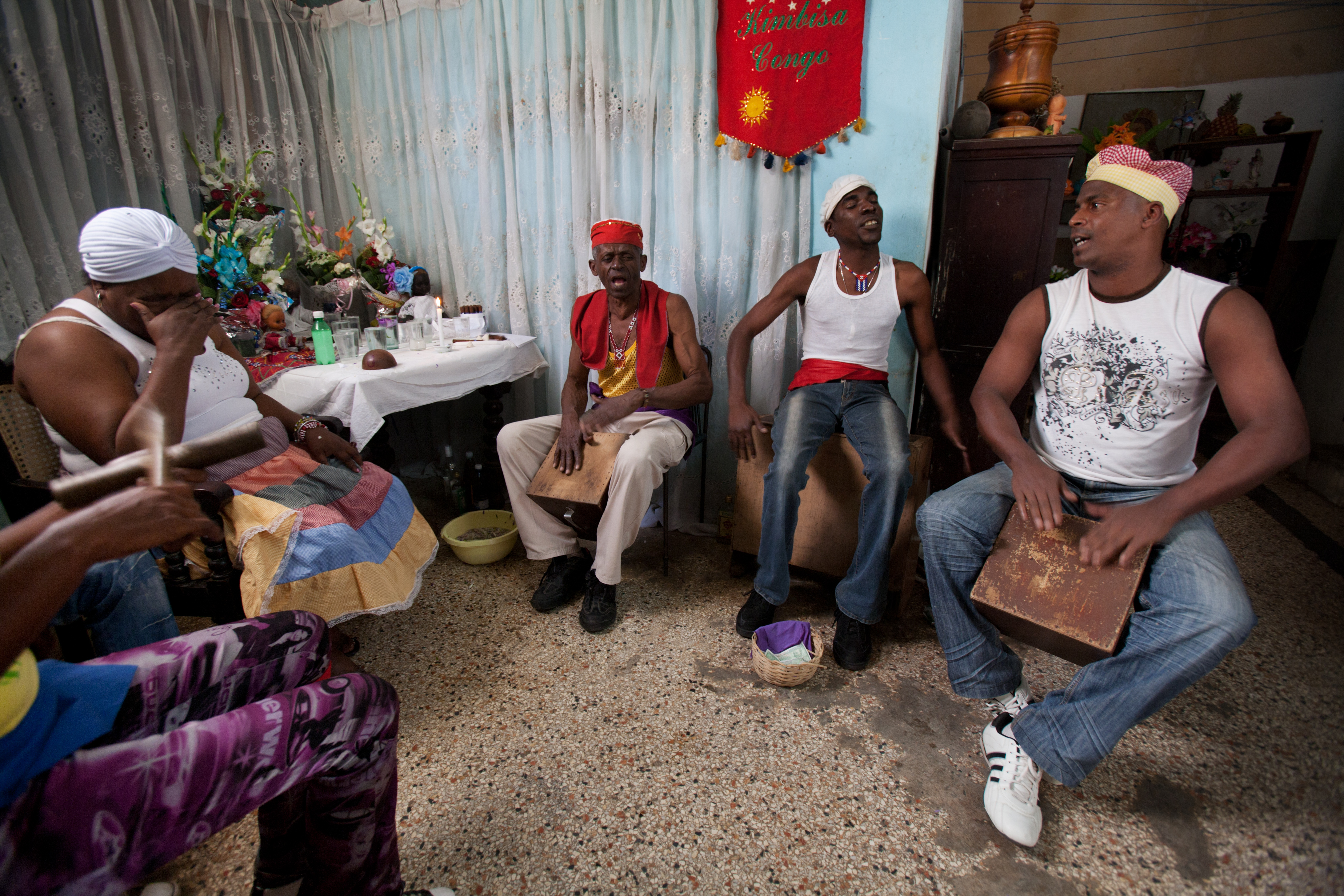
Церемония в доме сантеро. Гавана, Куба, 2011

Главная культовая церемония Сантерии — «кормление» священных камней. Она проходит три раза в год и длится три дня. Во время церемонии камни окропляют кровью жертвенных животных и омывают ритуальным настоем, при этом каждому камню обычно соответствует свой настой и свой вид животного.
По воскресеньям или праздничным дням последователи Сантерии собираются в специальных помещениях, обычно находящихся в домах сантеро — представителей жреческого сословия. В таком помещении обязательно находятся ритуальные барабаны и алтарь, на котором вперемешку расположены католические символы и атрибуты ориша. Во время собраний проводятся ритуальные пляски, призванные вызвать схождение ориша на кого-нибудь из группы танцующих. Люди при этом впадают в транс, бьются в судорогах, иногда бывают случаи глоссолалии.
В Сантерии проводятся также специальные колдовские ритуалы.

## Духовенство
В Сантерии выделяется своё жреческое сословие — сантеро, так называемые «отцы» и «матери» богов (соответственно бабалоча и йалоча). Они проводят службы в своих домах и возглавляют общины и секты Сантерии. Во время ритуальных плясок сантеро определяет, какой именно ориша вселился в человека.